# Huub Jaspers
Huub Jaspers is een Nederlandse onderzoeksjournalist gespecialiseerd in veiligheids- en defensievraagstukken. Voor internationale onderzoeksprojecten werkt hij veelvuldig samen met collega-journalisten uit Duitsland en andere landen.

## Biografie
In oktober 1996 begon hij te werken voor het radioprogramma Argos van de VPRO en VARA op Radio 1. Na zijn beginjaren als  producent en vervolgens redacteur/verslaggever werkt hij 2008 als adjunct-eindredacteur. 
In 2018 werd hij als interim-eindredacteur opgevolgd door Harry Lensink.

## Erkenning
- 2002: Rooie Reus-Prijs
- 2006: De Loep
- 2007: World Audio Festival Award
- 2007: De Tegel
- 2008: World Audio Festival Award
- 2010: Journalist voor de Vrede[3]
- 2010: ‘Deutscher Menschenrechts-Filmpreis’